# Плоское (Гагаринский район)
Плоское — деревня в Гагаринском районе Смоленской области России. Входит в состав Баскаковского сельского поселения.  

## География
Расположена в северо-восточной части области в 10 км к западу от Гагарина, в 12 км севернее автодороги М1 «Беларусь». В 3 км юго-восточнее деревни расположена железнодорожная станция Василисино на линии Москва — Минск.
Часовой пояс
Плоское, как и вся Смоленская область, находится в часовой зоне МСК (московское время). Смещение применяемого времени относительно UTC составляет +3:00.

## История
В годы Великой Отечественной войны деревня была оккупирована гитлеровскими войсками в октябре 1941 года, освобождена в марте 1943 года.

## Население
Население — 16 жителей (2007 год).